# Charles-Émile Reynaud
Charles Émile Reynaud (n. 8 decembrie 1844 – d. 9 ianuarie 1918) a fost un profesor francez de știință, responsabil pentru prima proiecție a unui film de animație.  Reynaud a creat Praxinoscope în 1877 și Théâtre Optique în decembrie 1888 și pe 28 octombrie 1892 a proiectat primul film animat în public, Pauvre Pierrot, la Musée Grévin în Paris. Pauvre Pierrot, de asemenea, este notabil ca fiind primul care a folosit film perforat.

## Filmografie
| An   | Film                   |
| ---- | ---------------------- |
| 1892 | Un bon bock            |
| 1892 | Pauvre Pierrot         |
| 1892 | Le Clown et ses chiens |
| 1894 | Rêve au coin du feu    |
| 1894 | Autour d'une cabine    |

### Câteva din creațiile sale (1877-1879)

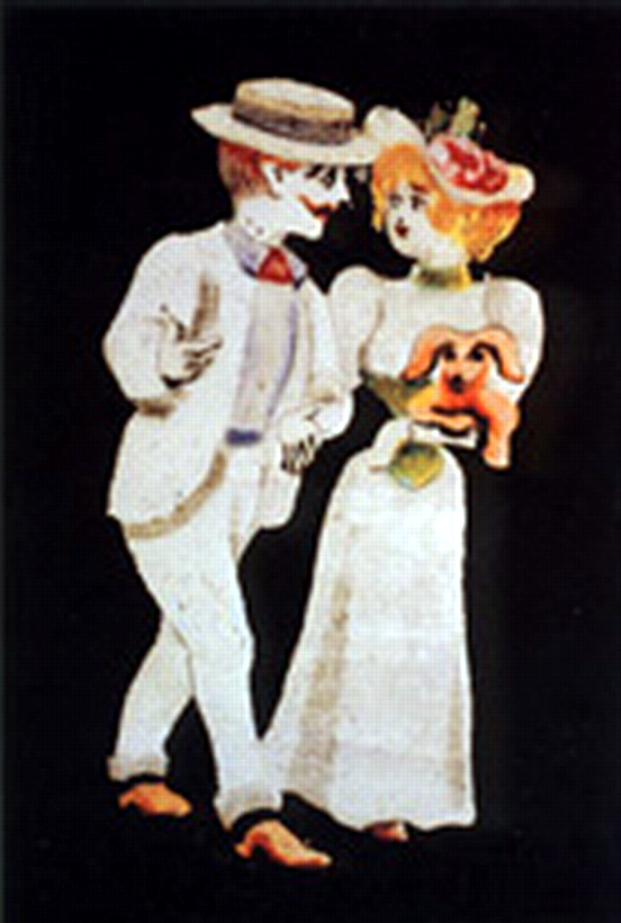
O lucrare de Reynaud

- La Rosace Magique
- Le Trapèze
- Le singe musicien
- Le fumeur

### Seria 1

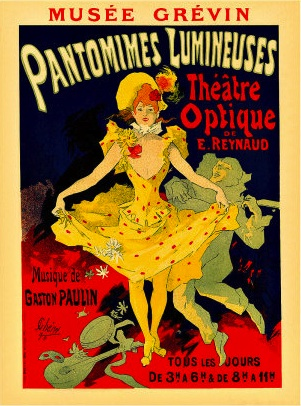
Reynaud-Pantomimes

- L'Aquarium
- Le Jongleur
- L'Equilibriste
- Le Repas des Poulets
- Les Bulles de Savon
- Le Rotisseur
- La Danse sur la Corde
- Les Chiens Savants
- Le Jeu de Corde
- Zim, Boum, Boum

### Seria 2

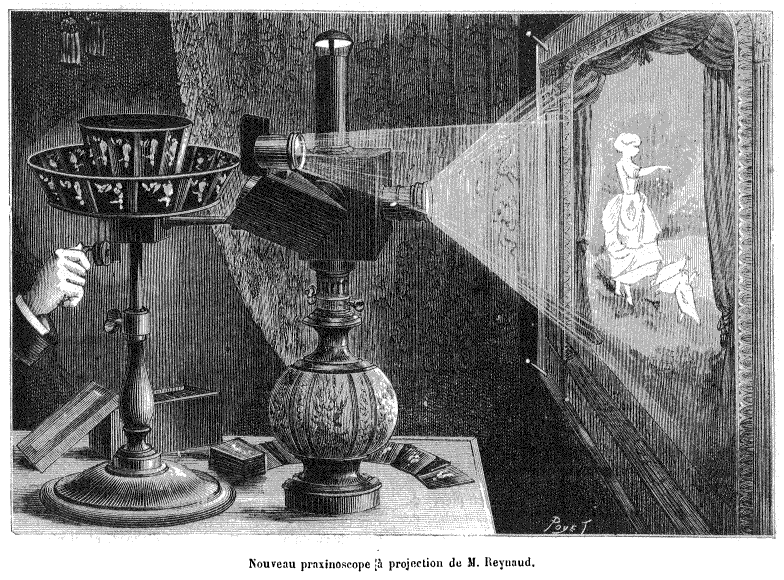
Lanature - 1882 Proiecţia unui praxinoscop

- Les Scieurs de Long
- Le Jeu du Volant
- Le Moulin à Eau
- Le Déjeuner de Bébé
- La Rosace Magique
- Les Papillons
- Le Trapèze
- La Nageuse
- Le Singe MusicienLanature - 1882 Proiecţia unui praxinoscop
- La Glissade

### Seria 3
- La Charmeuse
- La Balançoire
- L'Hercule
- Les Deux Espiègles
- Le Fumeur
- Le Jeu de grâces
- L'Amazone
- Le Steeple-chase
- Les Petits valseurs
- Les Clowns

Filmele sale nu au fost fotografiate, ci au fost desenate direct pe bandă transparentă.  În 1900, peste 500 mii de oameni au participat la aceste proiecții. 

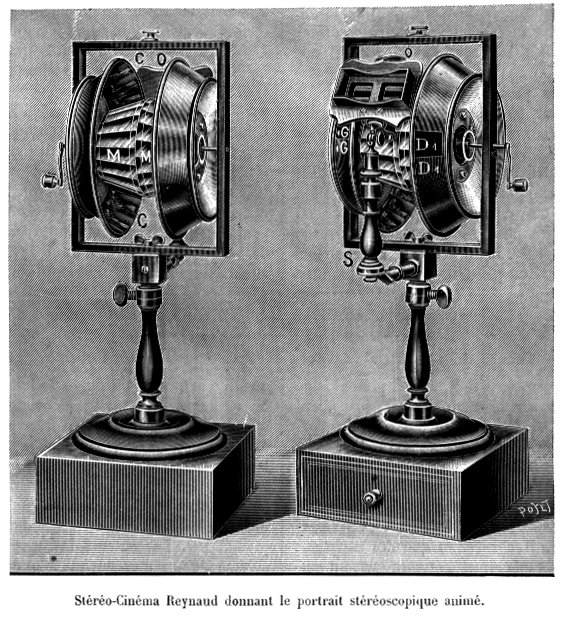
LaNature1907 Stereo-Cinema reynaud.jpg

## Invenții
- praxinoscop, în 1876,
- praxinoscope-jouet( praxinoscop-jucărie), în 1877.
- praxinoscope-théâtre, în 1879.
- praxinoscope of projection, în 1880.
- Comics with central perforation.
- théâtre optique, în 1888,
- stéréo-cinéma, în 1907, Fotografii și unele animații in3D.

### Cărți și referințe
- Dominique Auzel, Émile Reynaud et l'image s'anima biografia lui Émile Reynaud
  - éditions du May (1992), ISBN 2-906450-72-3 (fotografii color)
  - And at Dreamland éditeur (2000), ISBN 2-910027-37-6 (fotografii alb-negru)